# Bahnhof Tarumi (Gifu)
Der Bahnhof Tarumi (jap. 樽見駅 Tarumi-eki) ist ein Bahnhof auf der japanischen Insel Honshū. Er wird vor der Bahngesellschaft Tarumi Tetsudō betrieben und befindet sich in der Präfektur Gifu auf dem Gebiet der Stadt Motosu, nordwestlich von Gifu in den Ausläufern des Ryōhaku-Gebirges gelegen.

## Verbindungen
Nahverkehrszüge mit Halt an allen Bahnhöfen verkehren ungefähr alle 90 Minuten von Tarumi über Motosu nach Ōgaki. Die Gegend rund um Tarumi und Motosu lockt während der Kirschblütensaison im März und April außerordentlich viele Touristen an, die zum Hanami anreisen; aus diesem Grund gilt während dieser Zeit ein verdichteter Fahrplan. Hinzu kommen je nach Jahreszeit verschiedene Sonderzüge. Vom Bahnhofsvorplatz aus verkehren drei Linien des städtischen Busbetriebs.

## Anlage
Der Bahnhof steht am östlichen Rand des Ortsteils Tarumi der ehemaligen Gemeinde Neomura, im stark ländlich geprägten Tal des Neo unweit der Mündung des Zuflusses Neonishidani. Die Umgebung ist von zahlreichen Kirschbäumen geprägt, wobei insbesondere der über 1500 Jahre alte und als nationales Naturdenkmal geschützte Usuzumi-zakura ein bedeutender touristischer Anziehungspunkt ist.
Die ebenerdige Anlage ist von Südwesten nach Nordosten ausgerichtet und umfasst zwei Gleise. Diese liegen an einem teilweise überdachten Mittelbahnsteig, der durch einen Bahnübergang mit dem halbkreisförmigen Empfangsgebäude an der Nordseite verbunden ist. Trotz seiner Funktion als Endbahnhof ist Tarumi als Durchgangsbahnhof konzipiert. Das Streckengleis führt noch etwa zweihundert Meter weiter nordwestwärts und endet an einem Prellbock. Mit Ausnahme der Hanami-Veranstaltungen im März und April ist der Bahnhof nicht mit Personal besetzt.

## Bilder

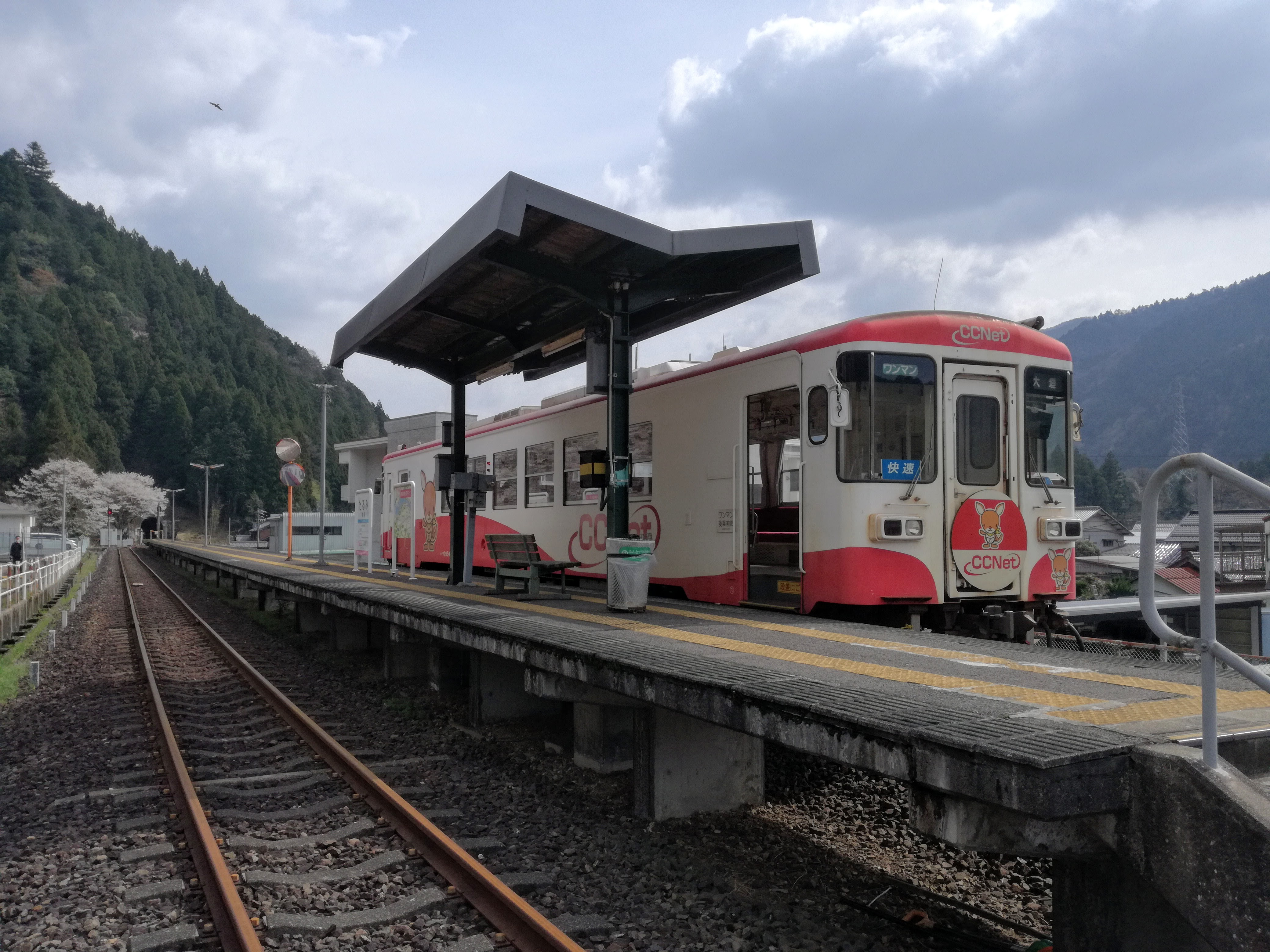
Bahnsteig mit Triebzug
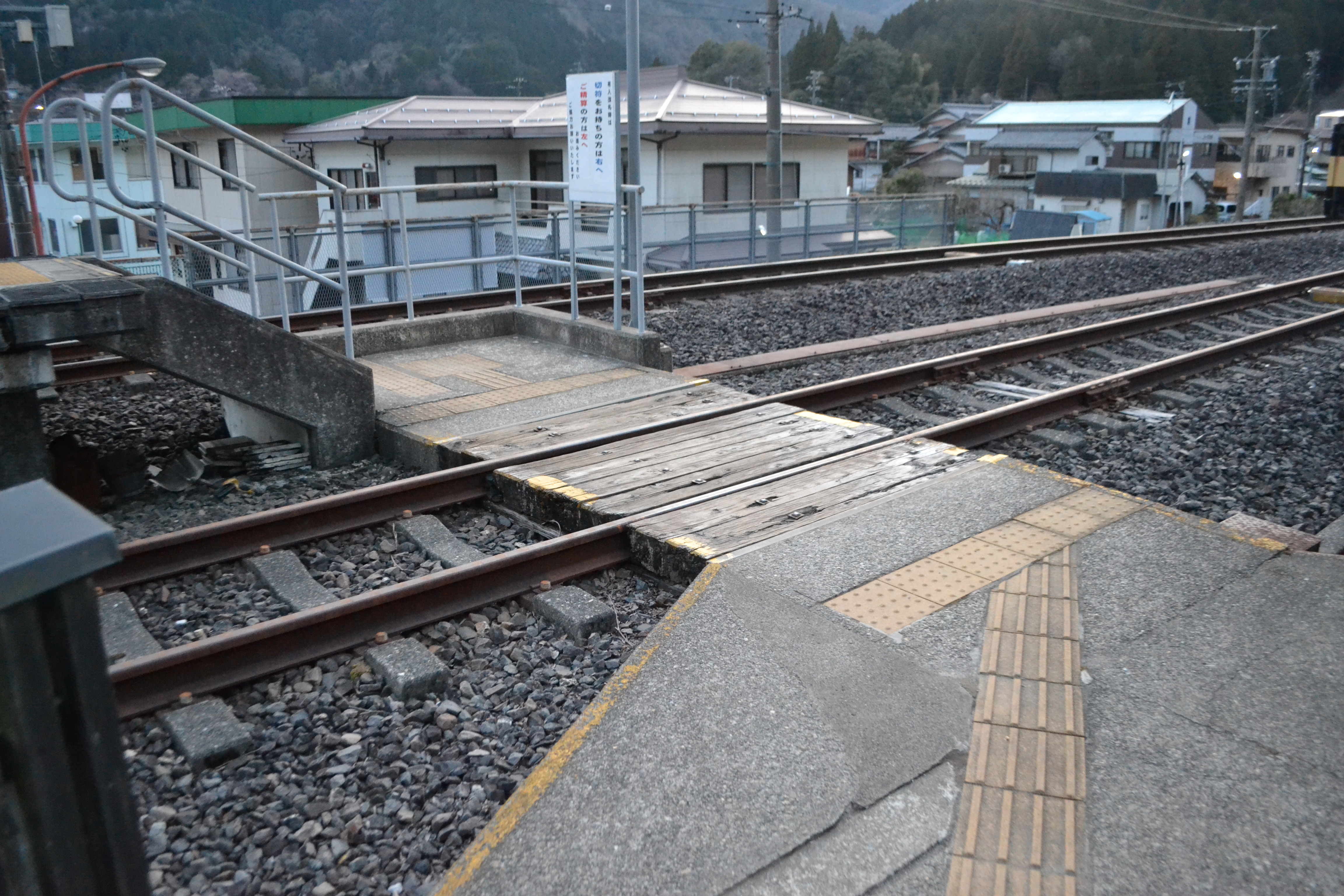
Bahnübergang
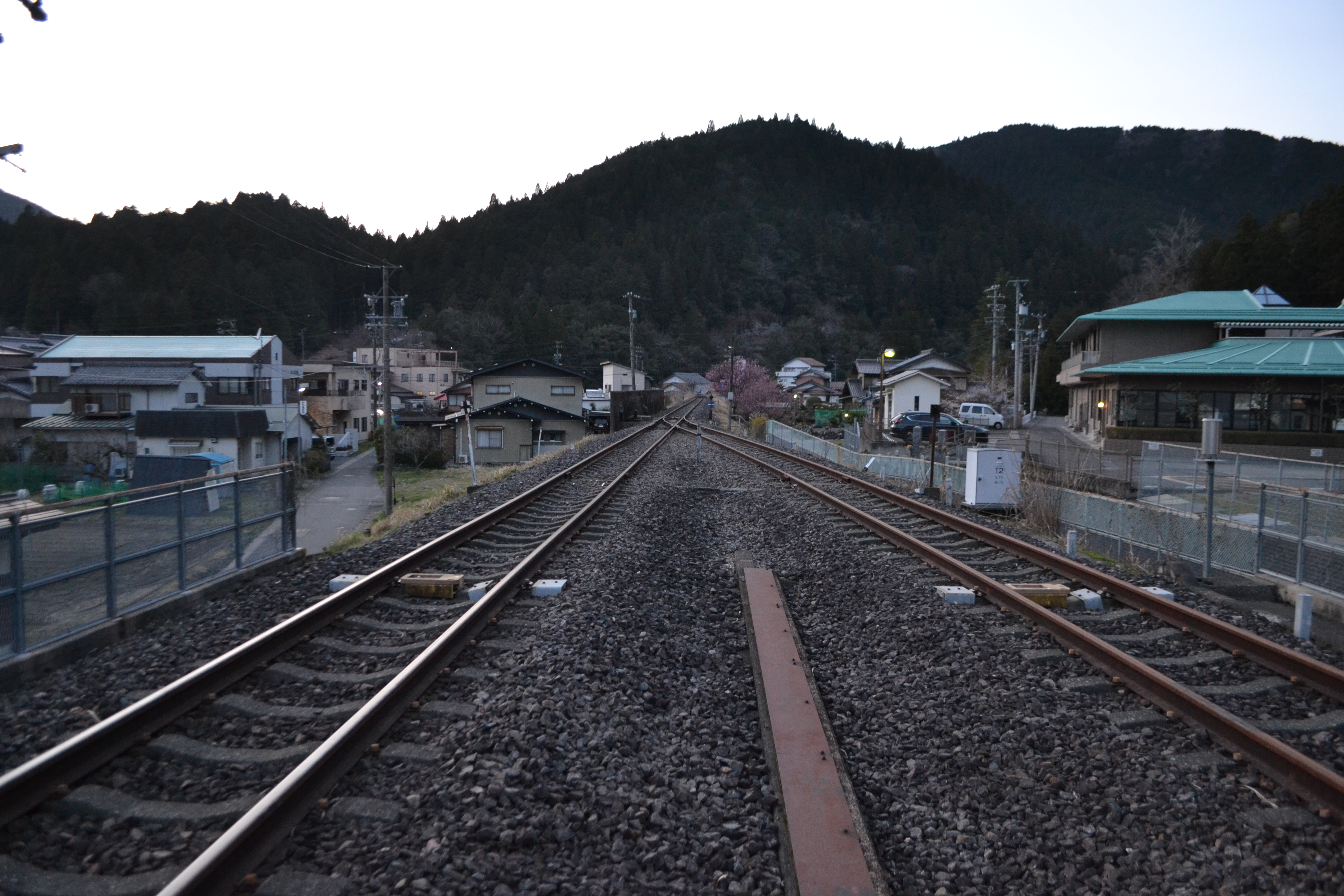
Blick in Richtung Streckenende
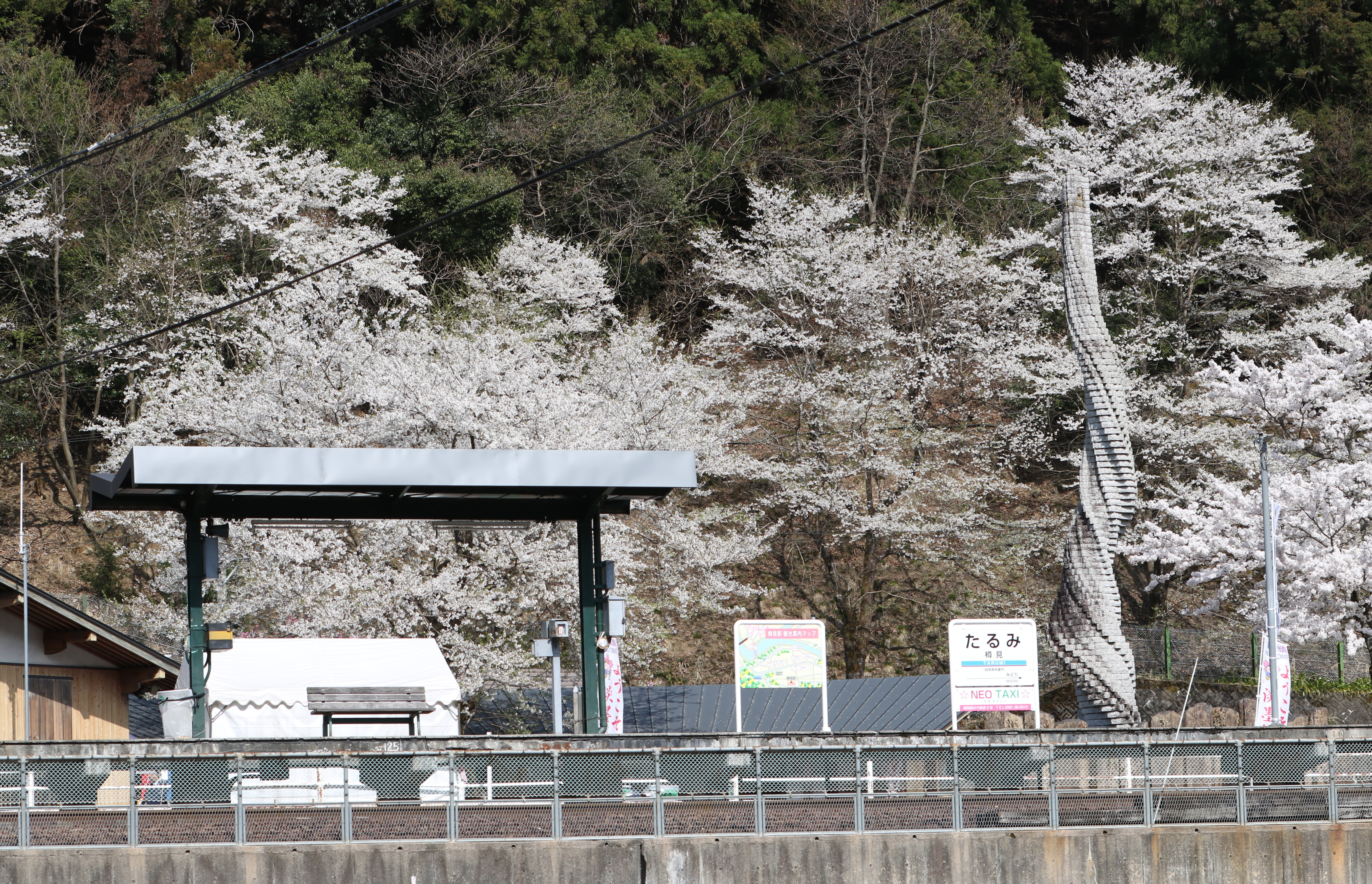
Tarumi ist bekannt für seine zahlreichen Kirschbäume

## Geschichte
1935 begannen die Bauarbeiten an der Tarumi-Linie, die von Ōgaki über Ōno bis nach Kanazawa führen sollte. Aufgrund der Auswirkungen des Pazifikkriegs wurde vorerst nur Abschnitt zwischen Ōgaki und Kōmi errichtet, der im Zeitraum von 1956 bis 1958 in Betrieb ging. Aufgrund finanzieller Probleme der Japanischen Staatsbahn konnte der Weiterbau in Richtung Tarumi erst im November 1970 fortgesetzt werden. Planungsänderungen führten zu langen Verzögerungen und das 1980 erlassene Gesetz zur Sanierung der Staatsbahn sah mittelfristig die Stilllegung der Strecke vor, weshalb die Bauarbeiten an der Verlängerung nach Tarumi (die zu etwa drei Vierteln abgeschlossen waren) im September 1981 erneut eingestellt werden mussten. 1984 ging die Tarumi-Linie an die neu gegründete Bahngesellschaft Tarumi Tetsudō über. Da die Betriebsergebnisse zufriedenstellend waren, führte die Regierung eine Neubewertung des Projekts durch und ordnete die Fertigstellung des Abschnitts Kōmi–Tarumi an. Schließlich erfolgte am 25. März 1989 die Eröffnung des Bahnhofs. Das erste Bahnhofsgebäude war in Zusammenarbeit mit dem örtlichen Tourismuszentrum errichtet worden und besaß ein markantes Dach. Es wurde jedoch am 28. April 2007 durch einen Brand vollständig zerstört. Das darauf errichtete, etwas weiter von den Gleisen entfernte Empfangsgebäude ging im April 2008 in Betrieb; es trägt den Namen suzumi Fureai Plaza (うすずみふれあいプラザ).